# Frătăuții Vechi
Frătăuții Vechi is een Roemeense gemeente in het district Suceava.
Frătăuții Vechi telt 4757 inwoners.